# Сант-Агата-дель-Б'янко
Сант-Агата-дель-Б'янко, Сант'Аґата-дель-Б'янко (італ. Sant'Agata del Bianco, сиц. Sant'Àgata) — муніципалітет в Італії, у регіоні Калабрія,  метрополійне місто Реджо-Калабрія‎.
Сант-Агата-дель-Б'янко розташований на відстані близько 530 км на південний схід від Рима, 100 км на південний захід від Катандзаро, 37 км на схід від Реджо-Калабрії.
Населення — 614 осіб (2014).
Покровитель — Sant'Agata.

## Демографія
Населення за роками:

Станом на 1 січня 2023 року в муніципалітеті офіційно проживало 29 іноземців з 8 країн, серед них 14 громадян країн Євросоюзу.

## Сусідні муніципалітети
- Африко
- Бруццано-Цеффіріо
- Караффа-дель-Б'янко
- Казіньяна
- Ферруццано
- Само
- Сан-Лука